# Ali Aslan
Ali Aslan (arab. ‏علي أصلان‎, ur. 1932) – syryjski wojskowy, w latach 1998–2002 szef sztabu syryjskich sił zbrojnych.

## Życiorys
Jest alawitą, według niektórych źródeł pochodzi z konfederacji rodowo-plemiennej Matawira, według innych - z konfederacji Kalbijja.
Ukończył Akademię Wojskową w Hims. Związany z partią Baas. W walce o władzę między jej frakcją radykalną kierowaną przez gen. Salaha Dżadida a bardziej umiarkowaną gen. Hafiza al-Asada popierał tę drugą grupę, która ostatecznie w 1970 przejęła na trwałe rządy w Syrii.
Podczas wojny Jom Kipur dowodził 5 dywizją piechoty na wzgórzach Golan, odnosząc sukcesy w początkowej fazie wojny. Chociaż ostatecznie syryjskie uderzenie zostało odparte, prezydent Hafiz al-Asad za okazaną podczas walk odwagę w 1975 mianował Aslana zastępcą szefa sztabu armii syryjskiej.
W 1979 VII kongres syryjskiej partii Baas wybrał go do komitetu centralnego organizacji. Cztery lata później prezydent Hafiz al-Asad, ówcześnie ciężko chory, nie wymienił go wśród członków komitetu, który w razie jego śmierci miał tymczasowo przejąć władzę w kraju. Nieoficjalnie wskazywano jednak, że al-Asad życzył sobie w rzeczywistości, by Ali Aslan po jego śmierci stanął na czele sił zbrojnych (był bowiem najwyższym stopniem, po prezydencie, oficerem-alawitą), podczas gdy rządem miałby pokierować dotychczasowy minister spraw zagranicznych Abd al-Halim Chaddam. Aslan zaliczał się do kręgu najbliższych współpracowników Hafiza al-Asada. W 1998 zastąpił Hikmata asz-Szihabiego na stanowisku szefa sztabu armii syryjskiej.
Na stanowisku tym zdołał poprawić gotowość bojową Syrii, mimo ograniczonego budżetu na przeprowadzaną reorganizację. Prowadził rozmowy z Japonią i kilkoma krajami Europy Wschodniej w sprawie zawarcia z Syrią umów wojskowych. Gdy w 2001 premierem Izraela został Ariel Szaron, Aslan stwierdził, że Syria zagrożona jest atakiem ze strony Izraela i postulował dalszą rozbudowę syryjskiej armii.
Szefem sztabu wojsk syryjskich pozostał do 2002, gdy osiągnął wiek emerytalny i odszedł z armii. Jego odejście było wynikiem decyzji prezydenta Baszszara al-Asada i było prawdopodobnie wynikiem konfliktu z wpływowym wicedyrektorem Wywiadu Wojskowego gen. Asifem Szaukatem, mężem siostry prezydenta Buszry. Zastąpienie Aslana przez gen. Hasana Turkumaniego, sunnitę, mogło również mieć na celu przywrócenie równowagi w elicie władzy między alawitami i sunnitami.